# Grijsflankwipstaart
De grijsflankwipstaart (Cinclodes oustaleti) is een zangvogel uit de familie Furnariidae (ovenvogels). Deze vogel is genoemd naar de Franse ornitholoog Émile Oustalet.

## Verspreiding en leefgebied
Deze soort komt voor in Chili en westelijk Argentinië en telt drie ondersoorten:
- C. o. oustaleti: Chili en westelijk Argentinië.
- C. o. hornensis: Kaap Hoorn en Vuurland.
- C. o. baeckstroemii: de Juan Fernández-archipel (nabij centraal Chili).

## Status
De grootte van de populatie is niet gekwantificeerd maar de soort wordt omschreven als vrij algemeen. Op de Rode lijst van de IUCN heeft deze soort de status niet bedreigd.